# Mientje Lammen
Abramine (Mientje) Lammen (Amsterdam, 5 juni 1885 – Mexico, circa 19 oktober 1965 ) was een Nederlands sopraan.
Ze was dochter van Anna Elisabeth Lind en Willem Hendrik Lammen. Zelf trouwde ze rond 1910 in Frankfurt am Main met Wilhelm Lauprecht.
Ze kreeg haar opleiding in Darmstadt (ze ging er in 1894 met haar moeder heen) en Frankfurt am Main. Lammen had maar een korte Nederlandse carrière, die liep van 1905 tot en met 1910. Ze zong met onder andere het Arnhemsche Orkest Vereeniging, het Residentie Orkest. In de periode 1906-1907 zong ze zes keer met het Concertgebouworkest (twee maal onder Johan Schoonderbeek, drie keer onder Willem Mengelberg en eenmaal onder Martin Heuckeroth). In 1908 was ze betrokken bij de première van de Symfonie nr. 3 van Jan van Gilse.
In 1910 volgde bericht dat ze samen met Julia Culp en Johannes Messchaert verbonden zou zijn aan de opera van Straatsburg. 
Ze trouwde met Lauprecht en zette haar loopbaan grotendeels in Duitsland voort, al was ze af en toe terug in Nederland. Zo zong ze op 26 november 1916 in het Wiener Konzerthaus, begeleid door Hans Pfitzner. Ze zong tot in de jaren twintig.  